# NGC 5442
NGC 5442 é uma galáxia espiral (Sb) localizada na direcção da constelação de Virgo. Possui uma declinação de -09° 42' 46" e uma ascensão recta de 14 horas, 04 minutos e 43,2 segundos.
A galáxia NGC 5442 foi descoberta em 11 de Janeiro de 1865 por Albert Marth.